# Мавзолей Мирижанды
Мавзолей Мирижанда (узб. Mirijanda maqbarasi) — архитектурный памятник, находящийся в Гузарском районе на территории посёлка «Гульшан» (Узбекистан, Кашкадарьинская область). Мавзолей был построен в V—VI веках.
В настоящее время входит в список материального культурного наследия Узбекистана республиканского значения.

## История
Название мавзолея Мирижанды связано с человеком, полное имя которого Шихабуддиин Абуу Хафс Умар ибн Абдуллаах ас-Сухравардии (1145—1234). Он родился в городе Сухравард провинции Зенджан на северо-западе Ирана. После он переехал в Багдад, где учился толкованию корана, хадисоведению и основам шафиитского права. Шихабуддин ас-Сухраварди находился под влиянием своего дяди Абу ан-Наджиба ас-Сухраварди и обучался в школе где его он был профессором шафитинского права. Шараф ад-дин Язди в своем произведении «Зафар-наме» («Книга побед») писал: «Тамерлан, благоразумный шейх-уль-ислам, искренне преданный Шихабуддину Сухраварди, шейху Шамсиддину Гончару, часто посещал его мавзолей». Шейх Шахобиддин Умар Ас-Сухраварди являлся отцом Шейха Зайниддина, могила которого находится в Кукче Дохе в Ташкенте. Слово Джанды произошло от названия одежды суфийского ученого, которую он носил во время своих дипломатических поездок.

## Расположение
Известный ученый-историк Пойон Равшанов писал, что на левом берегу реки Гузар, в 300—400 метрах к юго-западу от населенного пункта Кунград, располагался мавзолей Миражанды. Напротив мавзолея находились ворота крепости. Дорога, ведущая от этих ворот, вела прямо на территорию старого сада. К северо-востоку от мечети находилось кладбище Амира Джанда (или Амира Джанды). Рядом с гробницей Мирижанды также находится мечеть Джами джоме. В мавзолее был похоронен Шихабуддин Сухраварди и его ближайшие родственники. Мечеть Мирижанды была построена в годы независимости и имеет купол в сине-зеленых тонах. В 2022 году мечеть была отремонтирована. В 2019 году был отреставрирован купол мечети.